# Metacranaus
Genre
Metacranaus est un genre d'opilions laniatores de la famille des Cranaidae.

## Distribution
Les espèces de ce genre sont endémiques de Colombie.

## Liste des espèces
Selon World Catalogue of Opiliones (10/08/2021) :
- Metacranaus calus (Goodnight & Goodnight, 1944)
- Metacranaus tricalcaris Roewer, 1913

## Publication originale
- Roewer, 1913 : « Die Familie der Gonyleptiden der Opiliones-Laniatores [Part 2]. » Archiv für Naturgeschichte, sér. A, vol. 79, no 5, p. 257–472 (texte intégral).